# Saint-Mamet
Saint-Mamet (Okzitanisch: Sent Memet) ist eine französische Gemeinde mit 552 Einwohnern (Stand: 1. Januar 2022) im Département Haute-Garonne in der Region Okzitanien; sie gehört zum Arrondissement Saint-Gaudens und zum 2016 gegründeten Gemeindeverband Pyrénées Haut Garonnaises. Die Einwohner werden Saint-Mametois genannt.

## Geografie
Saint-Mamet liegt am rechten Ufer des Pique in den Pyrenäen und in der historischen Provinz Comminges an der Grenze zu Spanien. Umgeben wird Saint-Mamet von den Nachbargemeinden Montauban-de-Luchon im Norden, Bossòst (Spanien) im Osten sowie Bagnères-de-Luchon im Süden und Westen.

## Bevölkerungsentwicklung
| Jahr          | 1962 | 1968 | 1975 | 1982 | 1990 | 1999 | 2006 | 2011 | 2016 | 2019 |
| Einwohner     | 365  | 392  | 410  | 442  | 491  | 499  | 525  | 557  | 545  | 555  |
| Quelle: INSEE |      |      |      |      |      |      |      |      |      |      |

## Sehenswürdigkeiten
- Kirche Saint-Mamet, erbaut nach dem 14. Jahrhundert

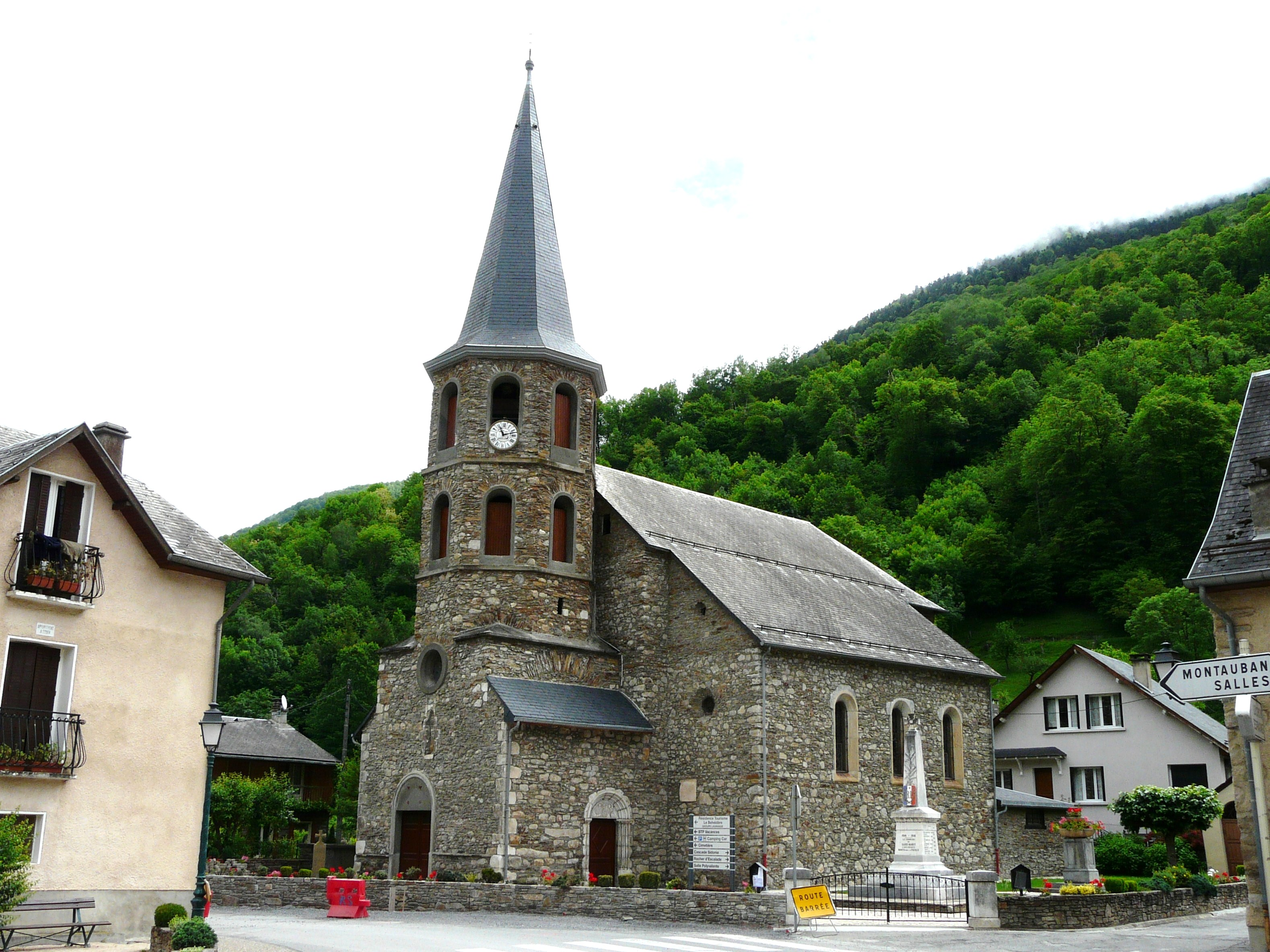
Kirche Saint-Mamet

- Wasserfall von Sidonie